# جبل بجدان
بجدان، جبل على بعُد ليلة من المدينة المنورة.

## ما ذكره المؤرخون
- قال السمهودي: جبل على ليلة من المدينة، ذكره صاحب النهاية، وفيه حديث «سيروا هذا بجدان سبق المفردون» كذا روى الأزهري، والأكثرون رواه جمدان بالجيم والميم، كما سيأتي فيه.[1]
- وورد في لسان العرب: أَن رسول الله، كان في طريق مكة على جبل يقال له بُجْدانُ فقال: (سيروا هذا بُجْدانُ، سَبَقَ المُفَرِّدون)، وفي رواية: (طوبى للمُفَرِّدين)، قالوا: يا رسول الله، ومن المُفَرِّدون؟ قال: (الذاكرون الله كثيراً والذاكراتُ)، وفي رواية قال: (الذين اهتزوا في ذكر الله).